# Cercul Literar de la Sibiu
Cercul Literar de la Sibiu a fost o grupare literară de orientare modernă, constituită în anii 1940 la Sibiu.

## Constituirea grupării
Sub aspectul ideologiei literare, gruparea este continuatoare a ideilor liberal moderniste ale lui Eugen Lovinescu din perioada interbelică. Nucleul acestei grupări s-a format în jurul marii personalități a lui Lucian Blaga, dar și alți profesori clujeni au avut o înrâurire asupra tinerilor studenți. „Cercul Literar de la Sibiu” a apărut în acest oraș, deoarece din cauza dictatului de la Viena, Facultatea de Litere și Filosofie din Cluj din cadrul Universității „Regele Ferdinand” a fost mutată în Sibiu. Gruparea s-a manifestat inițial în cadrul unui cenaclu, care a editat în 1945 și câteva numere dintr-o revistă, intitulată „Revista Cercului literar”.

## Componența
Din grupare făceau parte Ion Negoițescu, Radu Stanca, Cornel Regman, Ștefan Augustin Doinaș, I. D. Sârbu, Nicolae Balotă, Eugen Todoran, Eta Boeriu, Radu Enescu, Dominic Stanca, Ioanichie Olteanu, Ovidiu Drimba, Alexandru Cucu, Deliu Petroiu, Henri Jacquier, Viorica Guy Marica, Dan Constantinescu, Wolf von Aichelburg, Ovidiu Cotruș etc. Primii patru au format în 1946 un așa-zis „for suprem” al cercului literar.

## Orientări programatice
Ion Negoițescu a redactat în numele grupării celebra scrisoare deschisă către Eugen Lovinescu, manifestul Ardealul estetic – o scrisoare către d. E. Lovinescu a „Cercului Literar de la Sibiu”, semnată cu pseudonimul Damian Silvestru și publicată la 13 mai 1943 în ziarul bucureștean Viața, aflat sub conducerea lui Liviu Rebreanu, în nr. 743). Scrisoarea a fost considerată a fi fost „un protest împotriva ideologiei oficiale” și „o adeziune” la modernism / lovinescianism. «Prin urmare, semnificația de ansamblu a Manifestului constă tocmai în reacția tranșant anti-tradiționalistă și în afirmarea decisă a „adeziunii” la direcția inaugurată de Titu Maiorescu și consacrată de Eugen Lovinescu, adică la tradiția firească, aceea a modernității».
Marele critic literar interbelic receptează cu promptitudine manifestul: în numărul (757) din 27 mai 1943, aceeași gazetă bucureșteană publică Răspunsul d-lui Eugen Lovinescu la scrisoarea „Cercului Literar din Sibiu”. Din ianuarie 1945, gruparea literară de la Sibiu are și un organ de presă, Revista Cercului Literar, în primul număr fiind publicat și articolul-program, Perspectivă, din care spicuim: «Manifestul Cercului Literar, spre deosebire de cele care l-au precedat, ca expresie a orientării generațiilor noi românești, n-a tins la inițierea unui curent nou, la revoluționarea tiparelor literare, la formulări îndrăznețe și la invenții frontale»; așadar, «aparent nici o voință de inovare, nici un experimentalism, nici o veleitate avangardistă; dimpotrivă, o voință de ordine, de încadrare în permanențele culturii; „esteții” Cercului de la Sibiu se situau, de la început, pe o mai largă platformă axiologică decât aceea a estetismului de care fuseseră acuzați la apariția Manifestului; estetism ambiguu, dealtfel, al unor tineri scriitori care preconizau primatul esteticului în creația și judecata literară, respingând în același timp facilitățile unui estetism cultivat pentru grațiile unice ale esteticului; căutând „fenomenul artistic, orientări stilistice noi”, „cerchiștii” se puneau „în slujba valorilor nepieritoare” (...); foarte moderni, fără să ajungă la extremismul avangardei (...), estetismul Cercului Literar ancora arta într-o sferă care depășește infinit artisticul și, în același timp, dezancora arta lăsând-o să plutească în voie pe o mare a libertăților estetice, jucându-se – prin ironie, parodie și cochetărie dezinvoltă – cu riscurile autoanihilării artei; dovada cea mai peremptorie a acestui estetism ambiguu al poeților și criticilor Cercului Literar din Sibiu o găsim în tezele „cerchiștilor” privind resurecția baladei».
Scrisoarea, gest de solidarizare cu Eugen Lovinescu, aflat la sfârșitul vieții, promotor al democrației și apărător al preeminenței criteriului estetic în evaluarea literaturii, a provocat indignarea vehementă a publicațiilor naționaliste, care i-au acuzat pe tinerii de la Sibiu de antiromânism („trebuie să li se înscrie patriotismul cu biciul pe coșul pieptului”, scria ziarul Țara). Ion Negoițescu a fost redactor al Revistei Cercului Literar pe tot parcursul publicării acesteia, în perioada ianuarie-iunie/august 1945.